# 写作组
写作组是中国大陆的官方性质的文人组织，专门写作宣传和主导主流意识形态的文章。写作组始于1960年代，在文化大革命期间盛行，影响最大的包括北大清华批判组、上海市委写作组等。直到现在，一些写作组仍活跃于中国大陆官方媒体发表文章。

## 历史

### 早期
写作组可以追溯到1960年代。1960年代初，在起草《列宁主义万岁》等三篇文章时，写作小组的雏形已经形成。1963年，中共中央成立中央反修文件起草小组，以康生为首。该组直属中央政治局常委，负责起草“批修”文章。1964年7月，毛泽东提议成立领导学术批判的小组，以彭真为组长。学术批判办公室后来成立，办公室成员姚溱、许立群于1966年2月起草了二月提纲。
同时，上海市委根据毛泽东指示成立了一个写作班，位于上海华山路丁香花园。写作班包括文学组、历史组、哲学组、自然辩证法组等，专门撰写各领域的批判文章。

### 文革时期
文革发动初期，毛泽东组织张春桥、姚文元等人写文章批判吴晗。1966年6月，他们成立中央文革小组，成员包括前中央反修文件起草小组组员。
文革期间，原上海市委写作班主要成员则成立了上海市革命委员会专题写作组，由吴瑞武任组长，负责市革委文件、《文汇报》和《解放日报》社论等。1968年一度解散，姚文元主导下在上海成立了红旗杂志上海组稿小组，由朱永嘉负责。1971年，上海市委写作组（化名罗思鼎等）重新成立，在《红旗》杂志、《人民日报》等媒体上发表各种批判文章。
1973年，北京大学、清华大学大批判组（化名梁效等）成立，由李家宽、宋伯年、王世敏等负责。此批判组与江青关系密切。
写作组在当时有着重要的影响，他们通过发表在“两报一刊”上的文章传达最高指示、引导舆论。如文化部写作组的一篇批判《三上桃峰》的文章，将《三上桃峰》这齣晋剧批为“为刘少奇鸣冤叫屈”，就导致了无数官员下台、山西省委被改组。
除此上述写作组之外，文革期间的写作组还包括中央党校写作组、《红旗》杂志写作组、北京市委写作组等重要写作组，以及各地大量小规模、专门化的写作组。写作组的具体称呼也有“工农兵写作组”、“三结合写作组”、“大批判写作组”等。
文革后，北大清华大批判组、上海市委写作组许多成员都因与四人帮有寄连而被批判、处分。

### 现今
直至今日，仍有一些写作组为中国各官方媒体撰写文章、宣传官方主流意识形态，如经常在《人民日报》社论中出现的“仲祖文”（中共中央组织部）、“任仲平”（人民日报重要评论）等、《环球时报》以胡锡进等为首的“单仁平”和新华社评论“辛识平”。

## 笔名列表

### 文革时期
历来的写作组在发表文章时，一般不署写作组名称，而用取自各种谐音的化名。文革期间一些写作组的化名如下：
- 梁效：北京大学、清华大学大批判组，谐音“两校”，其他化名还有柏青、高路、景华等。
- 罗思鼎：上海市委写作组，谐音“螺丝钉”，其他化名还有丁学雷（“丁香花园学习雷锋”）、宫效闻、石仑等。
- 石一歌：《鲁迅传》编写小组，隶属于上海市委写作组，谐音“十一个”，指小组十一个成员。
- 初澜：文化部写作组，谐音“出蓝”（“青出于蓝”），其他化名还有江天、洪途、小峦等。
- 唐晓文：中央党校写作组，谐音“党校文”。
- 洪广思：北京市委写作组，谐音“弘光寺”，写作组所在地。
- 池恒：《红旗》杂志写作组，谐音“持之以恒”中的“持恒”。
- 辛文彤：北京市文化局写作组。
- 安学江、皖敬青：安徽省大批判写作组，取自“安徽学习、敬仰江青”之意。

### 改革开放后
文革之后的一些写作组仍沿用笔名发表文章。

#### 报社编辑团队
- 任仲文：谐音“人重文”，取“人民日报重要文章”之意，为《人民日报》使用的集体笔名，1992年－1993年间使用。
- 任仲平：谐音“人重评”，取“人民日报重要评论”之意，为《人民日报》使用的集体笔名，1993年12月22日使用至今[7]。1993年到2003年5月间，人民日报以“任仲平”署名出版20篇文章[7]。2003年到2008年，报社共出版35篇署名文章，其中2008年推出10篇[7]。任仲平写作组包括报社领导、部主任、编辑和记者[8]。
- 国纪平：谐音“国际评”，取“国际问题重要评论”之意，为《人民日报》使用的集体笔名[1]。
- 任理轩：谐音“人理宣”，取“人民日报理论宣传”之意，为《人民日报》人民日报理论宣传部使用的集体笔名[9]。
- 金社平：谐音“经社评”，取“经济社会评论”之意，为《人民日报》人民日报经济社会部使用的集体笔名。
- 声：谐音“中声”，取“中国之声”之意，为人民日报社国际部部分记者、编辑使用的集体笔名，用于阐述中国政府在国际问题上的观点和吹风。2005年首次出现。
- 关铭闻：谐音“光明闻”，为《光明日报》使用的集体笔名。
- 辛识平：谐音“新时评”，取“新华时评”之意，为新华社评论使用的集体笔名。
- 单仁平：谐音“善人评”，为《环球时报》总编辑胡锡进编辑团队使用的集体笔名。
- 任民：谐音“人民”，为人民出版社使用的集体笔名[10]。
- 吉方平：上海《解放日报》评论[11]。
- 钧声：谐音“军声”，取“解放军之声”之意，为《解放军报》使用的集体笔名，2017年首次出现。

#### 中央国家机关编辑团队
- 郑青原：谐音“正本清源”，代表中共中央政治局观点，2010年首次出现[5][12]。
- 仲祖文：谐音“中组文”，为中共中央组织部使用的集体笔名，多为党建及思想建设论述[13]。
- 宣言：为中共中央宣传部使用的集体笔名。
- 钟轩理：谐音“中宣理”，为中共中央宣传部理论局使用的集体笔名[13]。
- 钟政轩：谐音“中政宣”，为中共中央政法委员会宣传教育局使用的集体笔名。
- 钟纪轩，谐音“中纪宣”，为中央纪律检查委员会国家监察委员会宣传部使用的集体笔名。
- 国平：谐音“国评”，取“国家评论”之意，为国家互联网信息办公室团队使用的集体笔名[14]。
- 钧正平：谐音“军政评”，为中央军委政治工作部宣传局、中华人民共和国国防部新闻局使用的集体笔名[15]。
- 卫民康：谐音“为民康”，为中华人民共和国国家卫生健康委员会使用的集体笔名[13]。
- 郭同欣：谐音“国统新”，取“国家统计局新闻”之意，是国家统计局使用的集体笔名[16]。
- 安平：谐音“安评”，取“中华人民共和国国家安全部评论”之意，2020年10月首次出现[來源請求]。
- 港澳平：取“港澳辦評論”之意，是中共中央港澳工作辦公室使用的集体笔名，2024年首次出現。[17][18][需要較佳来源]
- 钟一平：2024年首次出现。

#### 地方政府编辑团队
- 岳宗：谐音“粤综”，用于发表广东省委办公厅综合处发布的新闻稿件[13]。
- 符信：谐音“府信”，取“政府信息”之意，在广东省政府发布新闻时使用[13]。

#### 其他谐音代称
- 皇甫平：上海支持改革开放的写作组织，谐音“黄浦江评论”，同时取“奉人民之命，辅佐邓小平”之意（“皇”字在闽南语中与“奉”字谐音）[1]。
- 边极：谐音“编辑”，为学习出版社使用的集体笔名。
- 纪边：谐音“技术编辑”，为学习出版社使用的集体笔名。
- 柯教平：谐音“科教评”，主要论述科学教育类评论观点。
- 仲言：意为“重视言论”，主要评述文艺创作风向。
- 何振华：意为“如何振兴中华”，主要用于评述国内事务。

#### 尚不清楚写作组和评论领域的笔名
- 仲音
- 寰宇平